# 伊吹の滝

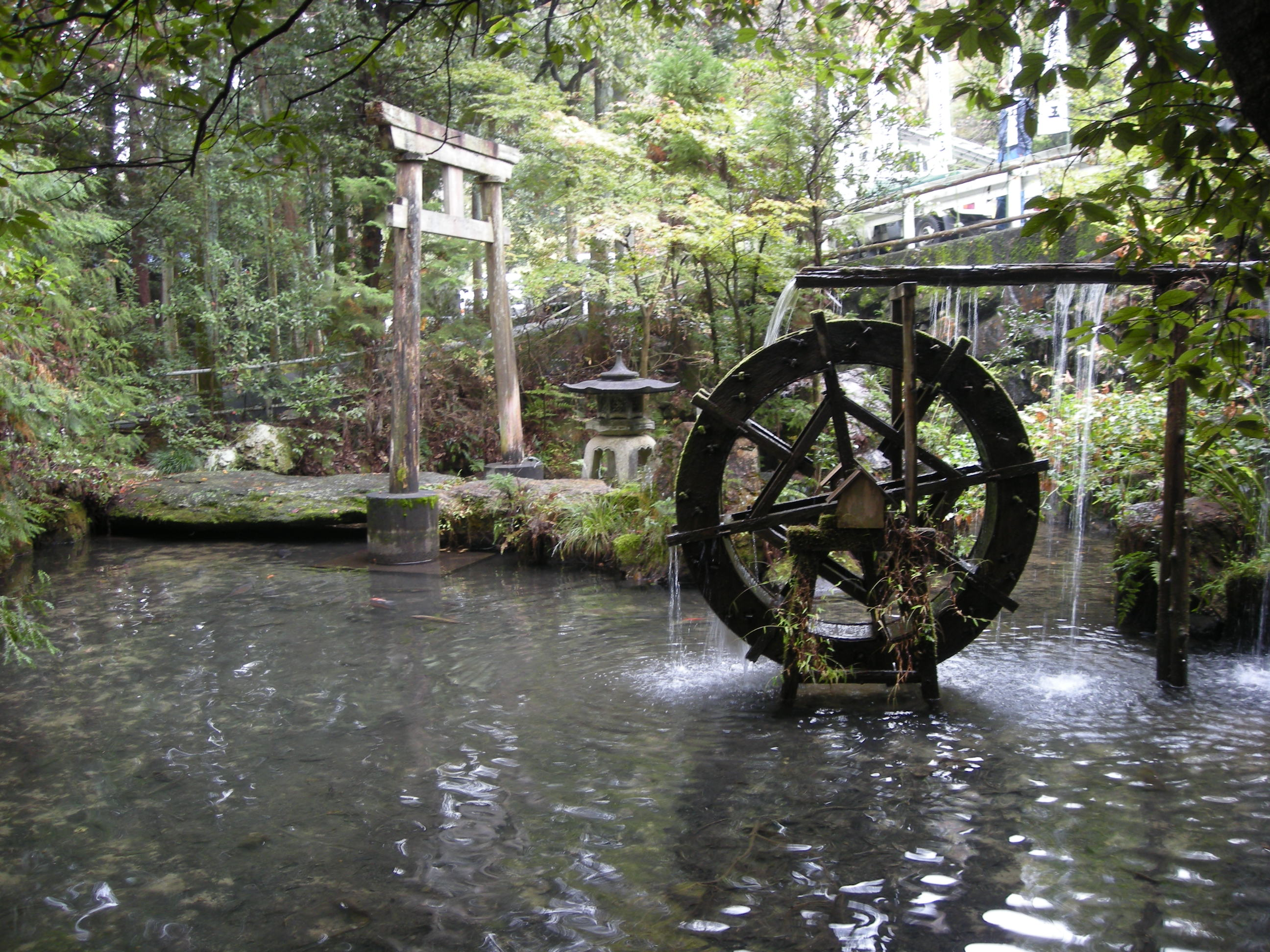
池と水車

伊吹の滝（いぶきのたき）は、岐阜県各務原市の権現山の麓にある滝。

## 歴史
- 戦後、各務原市の株式会社ウエックスによって造られた人工の滝。造られた時期が古いため、地元の人でも天然の滝と思っている人が多い。

## 周辺
- 不動明王や蘇原自然公園がある。

## 猫面魚
- 伊吹の滝近く、蘇原自然公園遊歩道に「猫面魚の池→」の看板が立つ。矢印の先には、中央に赤い鳥居が立つ小さな池がある。 1990年、この池で猫面魚が見つかった。この看板は市観光協会が猫面魚をPRするために作ったもので、猫面魚発見当時は毎日見物客が訪れ、一時期は交通渋滞になるほどの人気だった[1]。